# Segregazione di massa
La Segregazione di massa è quel fenomeno per cui le stelle di un Ammasso globulare galattico si sistemano a diverse distanze dal centro dell'ammasso in base alla loro massa. Stelle con massa elevata avranno una vicinanza maggiore al centro, mentre le stelle con masse minori si sposteranno verso zone più esterne.
All'interno di un ammasso globulare accade che la parte centrale esercita una forza gravitazionale su ciò che gli ruota attorno, (dovuto questo alla grande densità stellare presente nelle vicinanze del nucleo), e questa situazione dà forma a una gerarchia di oggetti che si dispongono lungo una sequenza ordinata: le stelle con più massa cominciano a muoversi perdendo il proprio moto vettoriale ed il momento angolare che avevano fino a quel momento tenuto e si dirigono verso il nucleo dell'ammasso; mentre le stelle con minore massa propendono a dirigersi verso l'esterno dell'ammasso stesso.

Si è scoperto che durante questo processo l'alta densità di stelle all'interno porta alla formazione di stelle blu; alla collisione fra i vari oggetti in movimento ed all'accrescimento stellare a discapito di stelle di minor massa che si trovano nei pressi di altre con massa maggiore. 

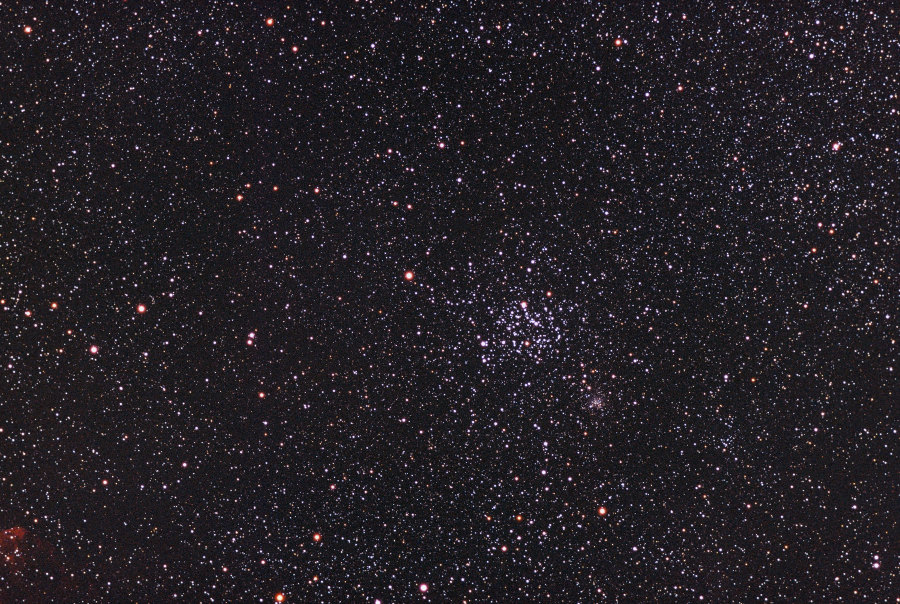
Ammasso M 35 dove è presente questo fenomeno

Il tempo necessario affinché si raggiunga un equilibrio e cessino i vari movimenti prende il nome di tempo di rilassamento; che in un ammasso globulare tipico con un raggio di 10 parsec e contenente 100.000 stelle è di circa 100 milioni di anni.

## Ultime Scoperte
Il 24 ottobre 2006 il Telescopio spaziale Hubble ha dato le prime prove certe del fenomeno di Segregazione di Massa di un Ammasso globulare galattico, il 47 Tucanae.

## Oggetti del Profondo Cielo in cui si verifica il fenomeno
Gli Oggetti del profondo cielo in cui questo fenomeno è più evidente sono:
- M 35
- M 36
- M 67
- Il Presepe

## La nostra Galassia
Il tempo di rilassamento perché il fenomeno arrivi al termine nella Via Lattea è di circa 10.000 miliardi di anni, che è migliaia di volte superiore all'età stessa della nostra galassia; quindi qualsiasi tipo di segregazione si possa osservare risalirebbe istantaneamente all'era primordiale.